# Torneo Regional del Noroeste 2001
El Torneo Regional del Noroeste 2001 fue la tercera edición de la competición regional de rugby del noroeste Argentino. Con clubes de la Unión de Rugby de Tucumán, Jujuy, Salta y Santiago del Estero en 3 categorías.
Huirapuca se consagró campeón del regional del NOA por segunda oportunidad en su historia, ganando 2 de los 3 primeros regionales.

## Forma de disputa
Se jugó una primera fase, a dos ruedas todos contra todos, entre los 10 equipos donde los primeros 4 primeros clasificaron a la Zona Campeonato. Los 4 primeros de la Zona Campeonato jugaron entre sí, a una rueda, con arrastre de puntos de la clasificación anterior, para definir el campeón del Torneo Regional 2001.

## Equipos
| Unión                      | Equipo               | Ciudad                |
| -------------------------- | -------------------- | --------------------- |
| Unión de Rugby de Tucumán  | Cardenales           | San Miguel de Tucumán |
| Unión de Rugby de Tucumán  | Universitario        | San Miguel de Tucumán |
| Unión de Rugby de Tucumán  | Huirapuca            | Concepción            |
| Unión de Rugby de Tucumán  | Natación y Gimnasia  | San Miguel de Tucumán |
| Unión de Rugby de Tucumán  | Tarcos               | San Miguel de Tucumán |
| Unión de Rugby de Tucumán  | Lawn Tennis          | San Miguel de Tucumán |
| Unión de Rugby de Tucumán  | Tucumán Rugby        | Yerba Buena           |
| Unión de Rugby de Tucumán  | Lince                | San Miguel de Tucumán |
| Unión de Rugby de Salta    | Universitario        | Salta                 |
| Unión Santiagueña de Rugby | Santiago Lawn Tennis | Santiago del Estero   |

### Distribución geográfica de los equipos
| Jurisdicción                     | Cant. | Equipos                                                                                                  |
| -------------------------------- | ----- | --- |
| Provincia de Tucumán             | 8     | Universitario, Lawn Tennis, Los Tarcos,Tucuman Rugby, Huirapuca, Cardenales, Lince y Natación y Gimnasia |
| Provincia de Salta               | 1     | Universitario                                                                                            |
| Provincia de Santiago del Estero | 1     | Santiago Lawn Tennis                                                                                     |

## Primera fase

### Tabla de posiciones
| Pos. | Equipo               | Encuentros | Encuentros | Encuentros | Encuentros |
| Pos. | Equipo               | PJ         | PG         | PE         | PP         |
| ---- | -------------------- | ---------- | ---------- | ---------- | ---------- |
| 1.º  | Huirapuca            | 18         | 13         | 0          | 5          |
| 2.º  | Tucuman Rugby        | 18         | 12         | 1          | 5          |
| 3.º  | Cardenales           | 18         | 11         | 3          | 4          |
| 4.º  | Universitario (T)    | 18         | 10         | 1          | 7          |
| 5.º  | Lince                | 18         | 9          | 1          | 8          |
| 6.º  | Los Tarcos           | 18         | 7          | 2          | 9          |
| 7.º  | Lawn Tennis          | 18         | 7          | 0          | 11         |
| 8.º  | Universitario (S)    | 18         | 5          | 2          | 11         |
| 9.º  | Natación y Gimnasia  | 18         | 6          | 0          | 12         |
| 10.º | Santiago Lawn Tennis | 18         | 4          | 2          | 12         |

|  | Clasificados a la zona campeonato |

## Zona campeonato
| Equipos           | Encuentros | Encuentros | Encuentros | Encuentros |
| Equipos           | PJ         | PG         | PE         | PP         |
| ----------------- | ---------- | ---------- | ---------- | ---------- |
| Huirapuca         | 3          | 2          | 0          | 1          |
| Cardenales        | 3          | 1          | 1          | 1          |
| Tucuman Rugby     | 3          | 0          | 1          | 2          |
| Universitario (T) | 3          | 2          | 0          | 1          |
| Campeón Huirapuca |
|                   |